# André Hainault
André Robert Hainault (* 17. června 1986, Montreal, Québec, Kanada) je kanadský fotbalový obránce a reprezentant, který působí v německém klubu 1. FC Kaiserslautern. Mimo Kanadu hrál na klubové úrovni i ve Spojených státech amerických, České republice, Skotsku a Německu.

## Klubová kariéra
Zatímco většina kluků jeho věku začíná v Kanadě s ledním hokejem, Hainault dal přednost fotbalu. Od čtrnácti let nastupoval za kanadské reprezentační výběry. Do českého klubu FK SIAD Most přišel v zimě 2006 z kanadského týmu Montreal Impact a hned se prosadil do základní jedenáctky. V zimě 2007 se spekulovalo o jeho odchodu do Slavie, ale nakonec zamířil do Sparty na půlroční hostování s opcí, kde si ale zahrál pouze dvě ligová utkání a poté se vrátil zpět do Mostu.
Odtud již zamířil v roce 2009 do americké Major League Soccer, kde se stal po velmi krátké době členem základní sestavy klubu Houston Dynamo. Začátkem roku 2013 podepsal smlouvu se skotským klubem Ross County FC.
V létě 2013 zamířil do německého druholigového klubu VfR Aalen.

## Reprezentační kariéra

### Mládežnické reprezentace
Hainault hrál za kanadské mládežnické výběry U17, U20 a U23. Zúčastnil se Mistrovství světa ve fotbale hráčů do 20 let 2005 v Nizozemsku, kde Kanada obsadila s jediným bodem poslední čtvrté místo v základní skupině E. Ve všech třech zápasech kanadského týmu na turnaji nastoupil v základní sestavě, postupně 12. června proti Sýrii (remíza 1:1) , 15. června proti Kolumbii (porážka 0:2) a 18. června proti Itálii (porážka 1:4).

### A-mužstvo
V A-mužstvu Kanady debutoval 15. listopadu 2006 v přátelském utkání ve Stoličném Bělehradu proti domácímu Maďarsku (porážka 0:1).

### Reprezentační góly
Góly André Hainaulta za A-mužstvo Kanady
| 010                | 18. 10. 2008 | Estadio Olímpico Metropolitano, San Pedro Sula, Honduras | Honduras  | 01:1 0(52.) | 3:1 | kvalifikace na MS 2010 |
| 02                 | 29. 3. 2011  | Stadion İzmira Atatürka, Antalya, Turecko                | Bělorusko | 00:1 0(57.) | 0:1 | přátelský zápas        |
| Platí k 3. 5. 2015 |              |                                                          |           |             |     |                        |